# Districtul Ansbach
Districtul Ansbach este un district rural (germană: Landkreis) din regiunea administrativă Franconia Mijlocie, landul Bavaria, Germania.

## Orașe și comune
| orașe 1. Dinkelsbühl (11.687) 2. Feuchtwangen (12.225) 3. Heilsbronn (9.376) 4. Herrieden (7.718) 5. Leutershausen (5.615) 6. Ornbau (1.703) 7. Rothenburg ob der Tauber (11.314) 8. Schillingsfürst (2.840) 9. Wassertrüdingen (6.177) 10. Windsbach (6.182) 11. Wolframs-Eschenbach (2.881) | comune 1. Adelshofen (961) 2. Arberg (2.282) 3. Aurach (3.000) 4. Bechhofen (6.286) 5. Bruckberg (1.360) 6. Buch am Wald (974) 7. Burgoberbach (3.375) 8. Burk (1.200) 9. Colmberg (2.172) 10. Dentlein am Forst (2.496) 11. Diebach (1.134) 12. Dietenhofen (5.660) 13. Dombühl (1.728) 14. Dürrwangen (2.634) 15. Ehingen (2.059) 16. Flachslanden (2.521) 17. Gebsattel (1.844) 18. Gerolfingen (1.054) 19. Geslau (1.402) 20. Insingen (1.124) 21. Langfurth (2.181) 22. Lehrberg (3.137) 23. Lichtenau (3.791) 24. Merkendorf (2.822) 25. Mitteleschenbach (1.589) 26. Mönchsroth (1.630) 27. Neuendettelsau (7.854) 28. Neusitz (2.022) 29. Oberdachstetten (1.719) 30. Ohrenbach (655) 31. Petersaurach (5.097) 32. Röckingen (774) 33. Rügland (1.242) 34. Sachsen bei Ansbach (3.287) 35. Schnelldorf (3.577) 36. Schopfloch (2.932) 37. Steinsfeld (1.290) 38. Unterschwaningen (908) 39. Weidenbach (2.189) 40. Weihenzell (2.847) 41. Weiltingen (1.371) 42. Wettringen (969) 43. Wieseth (1.449) 44. Wilburgstetten (2.142) 45. Windelsbach (1.047) 46. Wittelshofen (1.279) 47. Wörnitz (1.635) |

1. 1 2 3  GeoNames